# Пролувий
Пролувий (Qprl) (на латински: Proluvium – изтичане, от proluo – отнесено от течението) – наноси, отложени в устието на ерозионно-долинните временни потоци, които изграждат наносните конуси и образуват от сливането им пролувиални шлейфове. Състои се преди всичко от валуни, чакъли и по-дребни късове. Към периферията на конусите материалът е все по-дребен до глинест. В литературата към пролувия в някои случаи се отнасят и наземните, сухи (континентални) делти на пресъхналите реки. Най-характерен е за районите със засушлив или сезонно влажен климат. Пролувият обикновено изгражда наносните конуси. Пролувиални отложения се срещат на границата между склона и долината в устията на планинските реки и сухите дерета. Образувани са от едри валуни и чакъли при поройни дъждове или при пролетното топене на снеговете, чрез пренасяне от водните потоци. В долната си част, в близост до реката, пролувиалните отложения често се смесват с алувиалните.